# 贡包
贡包（匈牙利語：Gomba），是匈牙利佩斯州所辖的一个村。总面积39.71平方公里，总人口3007，人口密度75.7人/平方公里（2011年1月1日）。